# Little Boots (EP)
Little Boots − drugi minialbum angielskiej piosenkarki Little Boots. Został wydany 5 stycznia 2009 r. w Wielkiej Brytanii, nakładem wytwórni Atlantic Records. 17 stycznia ukazała się skorygowana wersja płyty, którą pobrać można było z Internetu.

## Lista utworów
Wersja oryginalna
1. "Stuck on Repeat (Edit)" – 3:20
2. "Meddle (Tenorion Piano Version)" – 3:13
3. "Love Kills" – 3:42

Wersja skorygowana
1. "Mathematics" – 3:25
2. "Meddle (Tenorion Piano Version)" – 3:13
3. "Love Kills" – 3:42